# Sitticus saltator
Sitticus saltator là một loài nhện trong họ Salticidae.
Loài này thuộc chi Sitticus. Sitticus saltator được Octavius Pickard-Cambridge miêu tả năm 1868.